# Xperia 5 III
Xperia 5 III（エクスペリア・ファイブ・マークスリー）はソニーモバイルコミュニケーションズによって開発された、第5世代移動通信システム (5G) 対応のAndroid搭載端末である。2021年（令和3年）4月14日に公式YouTubeチャンネルにて発表された。

## 概要
本機種はXperia 5 IIの後継機種として2021年4月に発表された。Xperia 1 IIIに搭載された機能の多くをそのままに、一回り小さい6.1インチのディスプレイを搭載したコンパクトなボディとなっている。バッテリーは、先代モデルの4000mAhから増加した、4500mAhのバッテリーを搭載している。120Hz駆動の有機ELディスプレイを採用しており、望遠はXperia 1 IIIと同じ、ペリスコープ型ズームレンズを搭載することによって、70mm、105mmの光学式ズームを実現している。先代モデルである、Xperia 5 IIと比較すると、ベゼル部分が少し狭くなったことにより、高さが1mm小さくなり、厚みは0.2mm増している。また、ペリスコープ型ズームレンズ搭載などの影響で、重量は6g増加している。
- 国内au版 (SOG05) 背面
- 同前面